# Nymphaea lekophylla
Nymphaea lekophylla là một loài thực vật có hoa trong họ Nymphaeaceae. Loài này được (Small) Cory miêu tả khoa học đầu tiên năm 1936.